# Edward Everett Robbins
Edward Everett Robbins (* 27. September 1860 in Robbins Station, Westmoreland County, Pennsylvania; † 25. Januar 1919 in Somerset, Pennsylvania) war ein US-amerikanischer Politiker. Zwischen 1897 und 1899 sowie nochmals von 1917 bis 1919 vertrat er den Bundesstaat Pennsylvania im US-Repräsentantenhaus.

## Werdegang
Edward Robbins besuchte die öffentlichen Schulen seiner Heimat und danach die Indiana Normal School sowie die Eldersridge Academy. Im Jahr 1881 absolvierte er das Washington & Jefferson College in Washington (Pennsylvania). Nach einem anschließenden Jurastudium am Columbia College in New York City und seiner 1884 erfolgten Zulassung als Rechtsanwalt begann er in Greensburg in diesem Beruf zu arbeiten. Dort stieg er auch in das Bankgewerbe und in verschiedene Geschäfte um den Kohlebergbau ein. Gleichzeitig schlug Robbins als Mitglied der Republikanischen Partei eine politische Laufbahn ein. Im Jahr 1885 war er in seiner Heimat Bezirksvorsitzender dieser Partei. Zwischen 1888 und 1892 saß er im Senat von Pennsylvania. Er wurde auch Mitglied der Nationalgarde seines Staates.
Bei den Kongresswahlen des Jahres 1896 wurde Robbins im 21. Wahlbezirk von Pennsylvania in das US-Repräsentantenhaus in Washington, D.C. gewählt, wo er am 4. März 1897 die Nachfolge von Daniel Brodhead Heiner antrat. Da er im Jahr 1898 auf eine weitere Kandidatur verzichtete, konnte er bis zum 3. März 1897 zunächst nur eine Legislaturperiode im Kongress absolvieren. Diese war von den Ereignissen des Spanisch-Amerikanischen Krieges von 1898 geprägt, an dem Robbins trotz seiner Kongresszugehörigkeit als Major der Freiwilligen teilnahm.
Nach dem Ende seiner Zeit im US-Repräsentantenhaus praktizierte Robbins wieder als Anwalt. Bei den Wahlen des Jahres 1916 wurde er im 22. Distrikt seines Staates erneut in den Kongress gewählt, wo er am 4. März 1917 Abraham Lincoln Keister ablöste. Dieses Mandat konnte er bis zu seinem Tod am 25. Januar 1919 ausüben. Zu diesem Zeitpunkt war er bereits für die folgende Legislaturperiode wiedergewählt worden. Seine zweite Zeit als Kongressabgeordneter war von den Ereignissen des Ersten Weltkrieges überschattet.